# Алтхорнбах
Алтхорнбах (њем. Althornbach) општина је у њемачкој савезној држави Рајна-Палатинат. Једно је од 84 општинска средишта округа Југозападни Палатинат. Према процјени из 2010. у општини је живјело 737 становника. Посједује регионалну шифру (AGS) 7340201.

## Географија
Алтхорнбах се налази у савезној држави Рајна-Палатинат у округу Југозападни Палатинат. Општина се налази на надморској висини од 250 метара. Површина општине износи 5,6 km².

## Становништво
У самом мјесту је, према процјени из 2010. године, живјело 737 становника. Просјечна густина становништва износи 132 становника/km².